# Mora Grounds
Mora Grounds – wielofunkcyjny stadion w mieście Moratuwa na Sri Lance. Jest własnością University of Moratuwa i gości domowe mecze University of Moratuwa SC.